# Louis II. de Bourbon

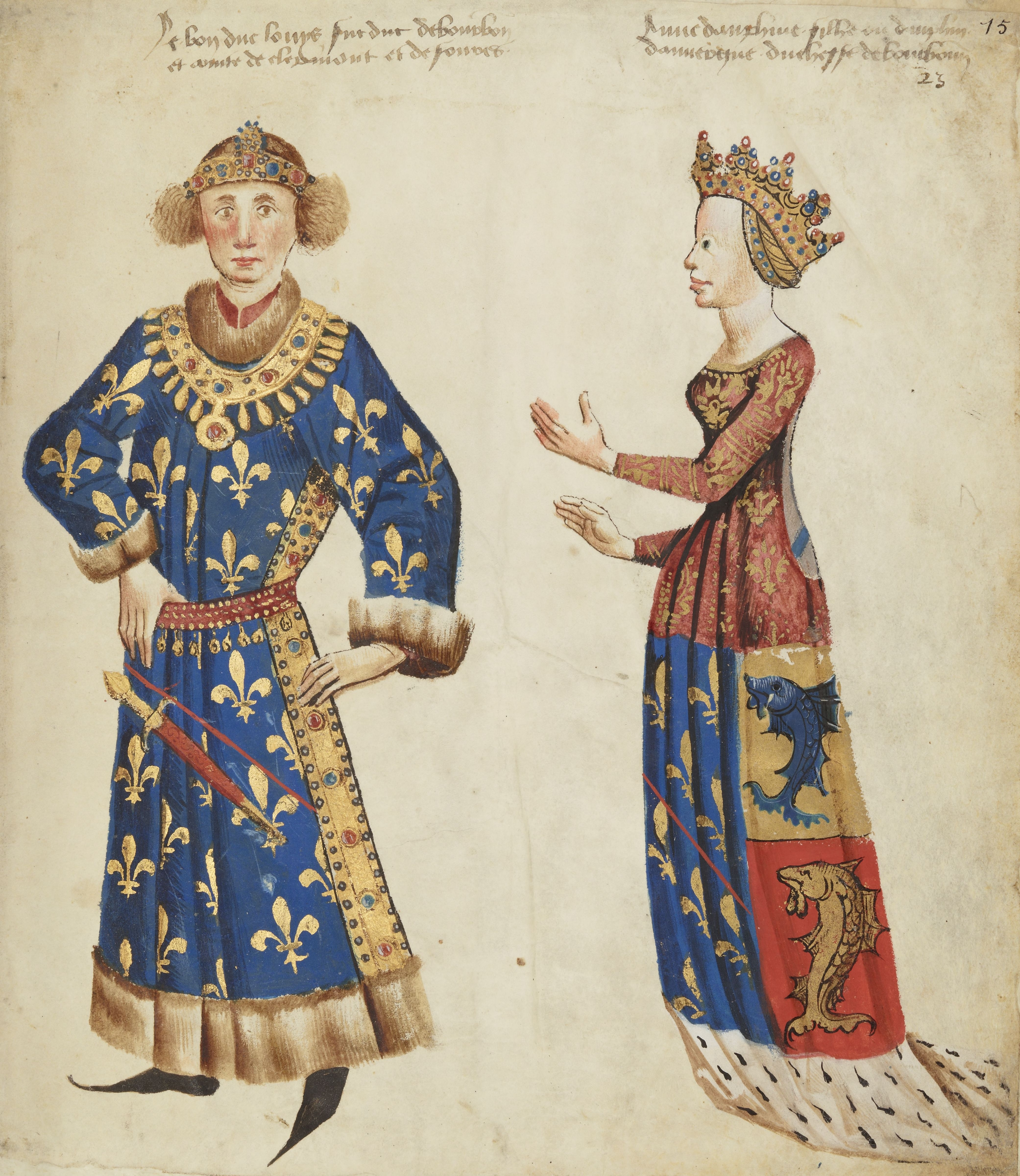
Louis II. de Bourbon und seine Gattin Anne de Forez, Darstellung in einer Handschrift aus dem 15. Jahrhundert

Wappen von Louis II. de Bourbon

Louis II. de Bourbon (* 4. August 1337; † 19. August 1410 in Montluçon) war seit 1356 Herzog von Bourbon, seit 1371 Herr von Mercœur sowie durch Heirat Graf von Forez. 1400 erhielt er vom König die Herrschaft Beaujeu verliehen. Er war der Sohn des Herzogs Pierre I. de Bourbon und dessen Frau Isabella von Valois (1313–1383).

## Leben
Louis II. begann seine militärische Karriere 1359 bei der Verteidigung von Reims gegen König Eduard III. von England. Wenig später war er einer der Geiseln, die im Austausch gegen König Johann II. der Gute an den englischen Hof gebracht wurden. Johann II. war in der Schlacht von Maupertuis, in der Louis’ Vater fiel, in die Gefangenschaft der Engländer geraten. Louis kam erst 1369 wieder frei und unterstützte danach König Karl V. bei der Rückeroberung der von den Engländern besetzten Gebiete. Auf Anweisung des Königs und Bertrand du Guesclins griff er nicht in die Schlachten ein, sondern führte einen Scharmützelkrieg, mit dem es ihm gelang, zwischen 1369 und 1374 mehr als 30 befestigte Plätze zwischen dem Limousin und der Bretagne sowie in der Guyenne zu besetzen.
Ein 1374 geschlossener Friedensvertrag zwischen Frankreich und England verschaffte ihm die Möglichkeit, Söldnerbanden aus seiner Grafschaft zu verjagen. Anschließend ging er auf die Iberische Halbinsel, um gegen die Mauren zu kämpfen, kehrte aber nach Frankreich zurück, als König Heinrich II. von Kastilien ihn einsetzen wollte, um Portugal anzugreifen. 1378 schickte der König ihn in die Normandie in den Kampf gegen Karl II. von Navarra, dem er dabei die meisten festen Plätze wegnehmen konnte. Nach dem Tod Karls V. gehörte Louis zum Regentschaftsrat für König Karl VI., für den er um 1382 in der Schlacht bei Roosebeke gegen die Flamen und 1387/88 mit Du Guesclin gegen den Duke of Lancaster in Kastilien kämpfte.
Auf Bitten der Republik Genua unternahm Louis als Anführer eines französischen Ritterheeres von 1389 bis 1390 einen Feldzug gegen die Mauren in Tunis, der von der päpstlichen Kurie in Avignon als Kreuzzug deklariert wurde (Kreuzzug gegen Mahdia). Mit 100 genuesischen Galeeren brach er von Marseille auf und landete widerstandslos am Strand von Mahdia, das sowohl von Land als auch von See belagert wurde. Obwohl es den Kreuzfahrern gelang, jeden Ausfall der Belagerten und Entsatzangriffe der Mauren abzuwehren, gelang es ihnen nicht, die Stadt einzunehmen, vor allem wegen unzureichender Vorbereitung für eine lange Belagerung. Nachdem das Heer durch mangelnden Nachschub und Krankheiten zunehmend geschwächt wurde, einigte sich Louis nur widerwillig mit den Verteidigern auf einen Frieden. Es wurde ein Waffenstillstand auf zehn Jahre, Tributzahlungen Mahdias an Genua, sowie eine Aufwandsentschädigung an Louis vereinbart. Nach einigen Scharmützeln gegen sardische Städte erreichte das Kreuzzugsheer im Oktober 1390 Genua. Wenig später kehrte Louis nach Frankreich zurück, wo er trotz seiner Zugehörigkeit zum Regentschaftsrat die Anarchie, die sich aufgrund des geistig instabilen Zustandes des Königs im Land ausbreitete, nicht verhindern konnte. Er unterstützte aktiv den Herzog Louis von Orléans gegen Johann Ohnefurcht von Burgund, wurde von diesem aber nach dem Mord an den Herzog von Orléans 1407 weitgehend verdrängt.
Louis hatte anlässlich des Endes seiner Geiselhaft in England 1369 den „Orden vom grünen Schild“ gegründet, der allerdings nur sehr kurzlebig blieb.
Das Leben Herzog Louis’ II. von Bourbon wurde von seinem Biographen Jean Cabaret d’Orville in dessen Chronique du bon duc Loys de Bourbon festgehalten.

## Heirat und Nachkommen
Louis II. heiratete 1371 Anne d’Auvergne (* 1358; † 1417), Gräfin von Forez, die Tochter und Erbin von Béraud II., Dauphin von Auvergne, und Jeanne de Forez. Ihre gemeinsame Kinder waren:
- Catherine (* 1378; † jung)
- Jean I. (* 1381; † 1434), Herzog von Bourbon
- Isabelle (* 1384; † nach 1451)
- Louis (* 1388 † 1404), Herr von Beaujolais

Darüber hinaus hatte er mehrere uneheliche Kinder:
- Hector, Herr von Dampierre-en-Champagne (* 1391; † 1414)
- Perceval (* 1402; † 1415)
- Pierre, Ritter
- Jacques, Mönch
- Jean, Herr von Tanry